# Fontoy
Fontoy (deutsch Fentsch, luxemburgisch Fensch) ist eine französische Gemeinde mit 3163 Einwohnern (Stand 1. Januar 2022) im Département Moselle in der Region Grand Est (bis 2015 Lothringen). Sie gehört zum Arrondissement Thionville und zum Kanton Algrange.

## Geographie
Die Gemeinde liegt etwa 18 Kilometer westlich von Thionville (deutsch Diedenhofen). Im Westen des Gemeindegebietes verläuft der Fluss Conroy.

## Etymologie
Der deutsche beziehungsweise moselfränkische Ortsname leitet sich vom Bach Fensch (deutsch Fentsch) ab, der durch den Ort fließt. Die älteste bekannte Ortsbezeichnung lautet Ad Fontes (959).

## Geschichte
Die Ortschaft geht auf eine antike römische Siedlung zurück und wurde erstmals 959 unter dem lateinischen Namen ad Fontes genannt. Dies bedeutet bei den Quellen. Im 12. Jahrhundert wurde eine Burg errichtet. 
Um 1643/48 kam der Ort zu Frankreich. Am 21. Februar 1871 wurde Fontoy von deutschen Truppen besetzt. Nach dem Frieden von Frankfurt vom 10. Mai 1871 kam Fentsch zusammen mit neunzehn weiteren Orten von Französisch-Lothringen durch Gebietsaustausch an Deutschland.
Fentsch wurde 1873 zum Sitz des Kantons bestimmt, der aus Gemeinden der Kantone Audun-le-Roman und Longwy gebildet wurde, die 1871 an das Deutsche Reich gefallen waren.
Nach Ende des Ersten Weltkrieges bestimmte der Versailler Vertrag die Abgabe des Orts an Frankreich. Während des Zweiten Weltkrieges wurde Fontoy von deutschen Truppen besetzt (17. Juni 1940), es wurde eine deutsche Zivilverwaltung eingerichtet; am 9. September 1944 wurde der Ort von den Westalliierten eingenommen.

### Demographie

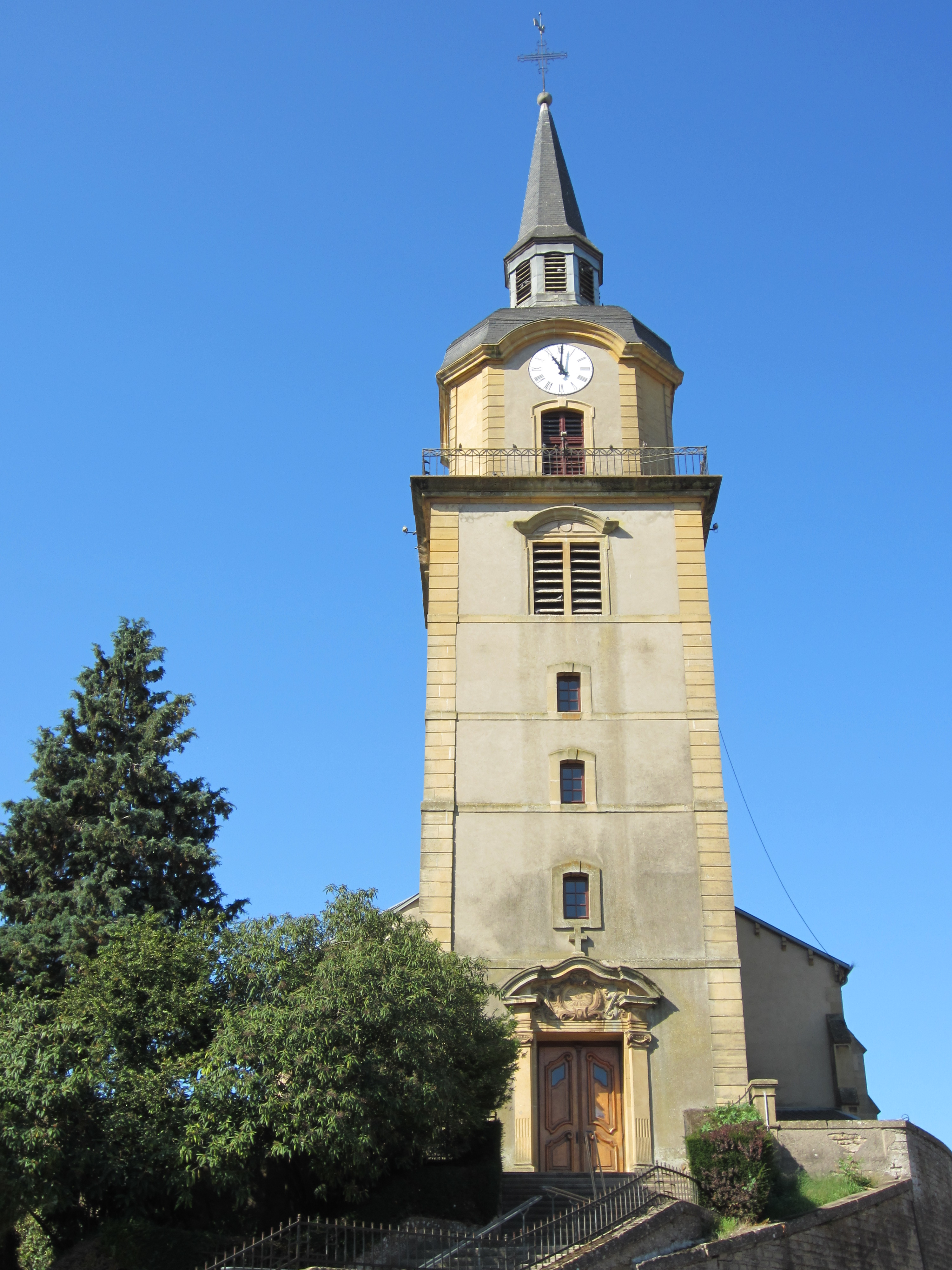
Turm der Kirche Saint-Pierre

| Jahr | Einwohner | Anmerkungen |
| ---- | --------- | --- |
| 1793 | 580       | [ 3 ] |
| 1821 | 816       | [ 3 ] |
| 1841 | 971       | [ 3 ] |
| 1866 | 1059      | [ 4 ] [ 3 ] |
| 1871 | 1058      | auf einer Fläche von 1614 ha, in 261 Häusern mit 288 Familien, darunter elf Evangelische; nach anderen Angaben fünf Evangelische nach anderen Angaben 960 Einwohner |
| 1880 | 1057      | am 1. Dezember, auf einer Fläche von 1668 ha, in 249 Wohnhäusern, davon 1012 Katholiken, 43 Protestanten und zwei Juden                                             |
| 1885 | 1094      | [ 9 ] [ 10 ] |
| 1890 | 1082      | in 243 Häusern mit 277 Haushaltungen, davon 991 Katholiken, 89 Protestanten und zwei Juden                                                                          |
| 1900 | 1949      | [ 11 ] |
| 1905 | 2463      | [ 9 ] |
| 1910 | 3399      | am 1. Dezember |

| Jahr      | 1962 | 1968 | 1975 | 1982 | 1990 | 1999 | 2007 | 2019 |
| Einwohner | 4050 | 3718 | 3614 | 3619 | 3256 | 3149 | 3069 | 3095 |

## Verkehr
Der Bahnhof Fontoy lag an der Bahnstrecke Mohon–Thionville. Nach 1871 war Fontoy der deutsche Grenzbahnhof nach Frankreich an dieser Strecke. Der gegenüber liegende französische Grenzbahnhof war Audun-le-Roman. Das Empfangsgebäude des Bahnhofs Fontoy, das noch aus französischer Zeit stammte, wurde 1875 von den Reichseisenbahnen in Elsaß-Lothringen erweitert. Es wird heute nicht mehr genutzt und der ehemalige Bahnhof wird im Verkehr nicht mehr bedient.

## Persönlichkeiten
- Peter Merot (* 31. August 1848; † nach 1907), Brauereibesitzer, Bürgermeister und Mitglied des Deutschen Reichstags
- Werner Dietrich (* 9. Mai 1916; † 16. Dezember 1997 in Pforzheim), Mediziner und Funktionär des Tanzsports